# Строганов, Сергей Николаевич (1881—1949)
Серге́й Никола́евич Стро́ганов (1881—1949) — российский и советский учёный, профессор, доктор технических наук, специалист в области санитарной техники и очистки сточных вод, один из основателей российской и советской школы ученых, технологов и инженеров по проблемам канализации.

## Биография
В 1906 окончил Московский университет, в 1909 году окончил Московский сельскохозяйственный институт. С 1909 и до конца жизни работал в системе московского городского хозяйства — сначала биологом на Люблинских полях орошения, с 1912 — руководитель микробиологического отдела Люблинской лаборатории. Одновременно с 1935 года был сотрудником Всесоюзного НИИ коммунальной санитарии и гигиены (ныне Центр стратегического планирования и управления медико-биологическими рисками здоровью Министерства здравоохранения Российской Федерации). В 1935 году был удостоен звания «Заслуженный деятель науки и техники РСФСР».
Строганов занимался многими вопросами очистки сточных вод и самоочищения водоемов (исследование окислительных процессов при очистке стоков, процессов анаэробной деструкции органического вещества, вопросы гидравлики, коррозии, санитарной техники и др.)
Впервые в России и одной из первых в мире под его руководством разработана технология очистки сточных вод с активным илом, которая была внедрена на Кожуховской станции аэрации в 1925 г. Им были предложены и внедрены способы технических и технологических расчетов сооружений очистки сточных вод (метантанки, аэрофильтры, аэротенки и др.). Эти методы были использованы при строительстве очистных сооружений в Москве (Кожуховская, Люблинская, Филёвская, Закрестовская станции аэрации) и в других городах СССР.
Важным направлением деятельности С. Н. Строганова было повышение экономической эффективности очистных сооружений, то, что позднее было названо принципом «из отходов — в доходы», или «использованием вторичных ресурсов». В этом направлении важным достижением была разработанная технология метанового сбраживания при повышенной температуре (термофильное метановое сбраживание при 50оС), позволяющая получать биогаз на основе метана и использовать его для котельных и как топливо в автомашинах с газовыми двигателями внутреннего сгорания.
Одновременно с научно-практической работой по очистке сточных вод С. Н. Строганов занимался педагогической деятельностью, с 1923 г начал читать лекции во втором Московском университете (в настоящее время — Московский государственный университет тонких химических технологий имени М. В. Ломоносова Московского технологического университета), а в 1930-х годах — в Московском инженерно-строительном институте и в Московском институте инженеров коммунального строительства. Научное наследие С. Н. Строганов составляет более 80 печатных трудов. (Основные труды: Биологическая очистка сточных вод. Основные процессы, М.-Л., 1934 (совм. с К. Н. Корольковым); Химия и микробиология питьевых и сточных вод, М.—Л., 1938 (совм. с М. И. Лапшиным).